# Luis Durnwalder

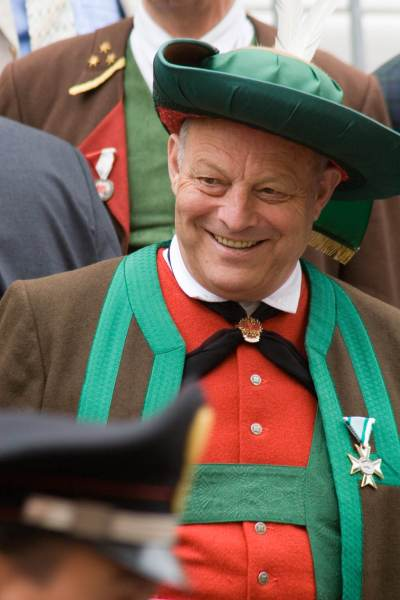
Luis Durnwalder

Luis Durnwalder (Pfalzen, 23 de setembre de 1941) és un polític sudtirolès. Estudià a Àustria i fou president del sindicat d'agricultors Südtiroler Bauernbund i alcalde de Pfalzen el 1969-1973 pel Südtiroler Volkspartei. A les eleccions regionals de Trentino-Tirol del Sud de 1973 fou escollit conseller provincial i el 1976 nomenat vicepresident del Consell Autònom del Tirol del Sud fins a 1978. El 1989 va substituir Silvius Magnago com a President del Tirol del Sud, càrrec que encara ocupa. El 2004-2006 també fou President de Trentino-Tirol del Sud